# Molvange
Molvange est un village et une ancienne commune de Moselle en Lorraine, rattaché à Escherange depuis 1811.

## Géographie
Molvange est situé au nord-est d’Escherange. Le village est traversé par le ruisseau des Quatre Moulins.

## Toponymie
- Mœlfingen (1268)[1], Molfingen (1473), Molwingen (1606)[2], Molfange (1668)[2], Molvingen (1686)[2], Molvange (1793), Molvingen (1871-1918).
- Molwingen en allemand[2]. Muelwéngen, Muelwéng et Molweng en francique lorrain.

## Histoire
Molvange dépendait du bailliage de Thionville jusqu'en 1790 et devint ensuite un chef-lieu communal jusqu'au 5 avril 1811, date a laquelle ce lieu fut réuni à la commune d'Escherange.
En 1790 Molvange fait partie du canton de Hettange-Grande, il rejoint celui d'Œutrange en l’an III et finalement celui de Cattenom en 1802.

## Démographie
| 1793 | 1800 | 1806 | 1900 |
| ---- | ---- | ---- | ---- |
| 186  | 202  | 167  | 158  |

## Lieux et monuments

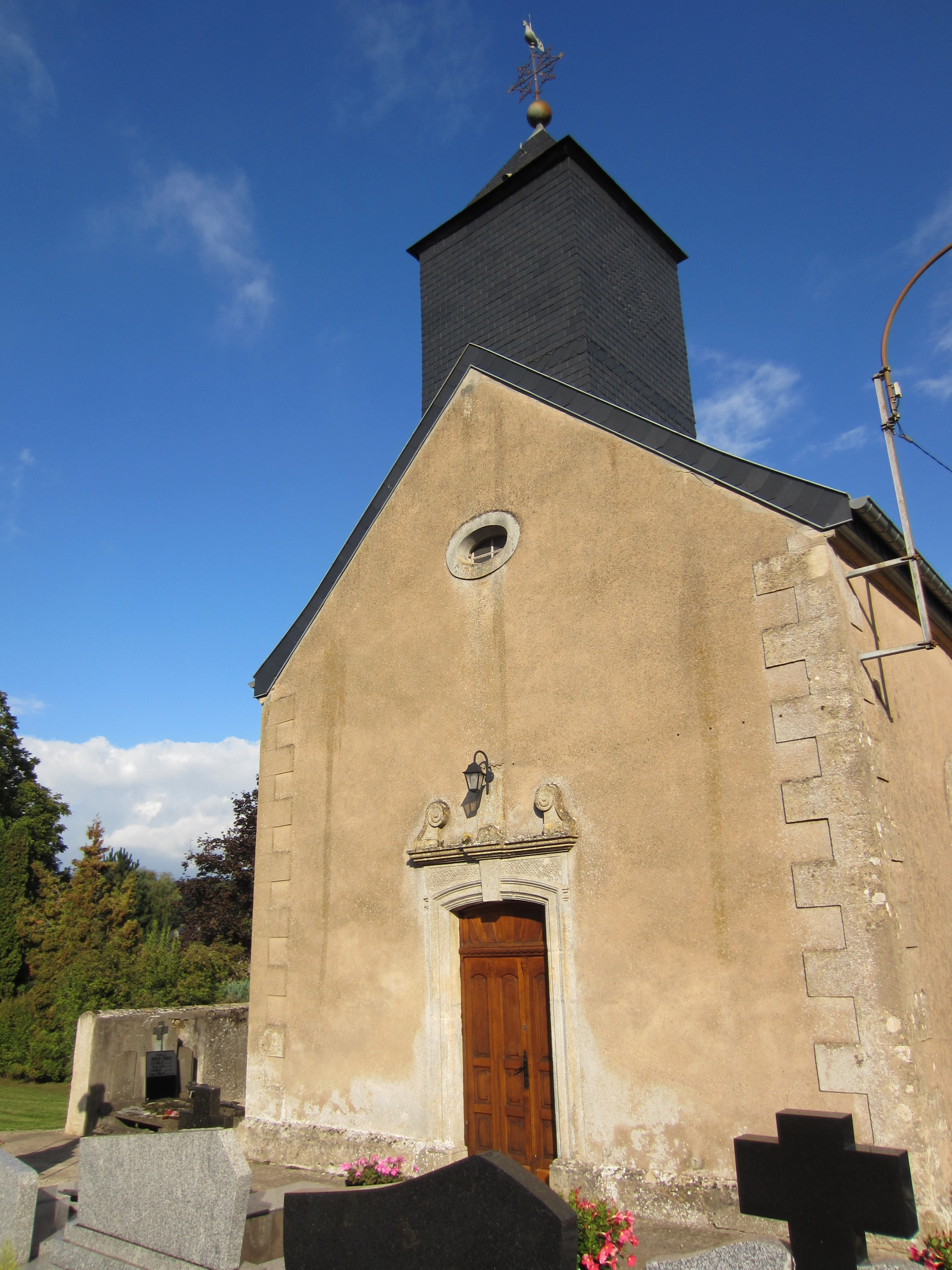
Chapelle Saint-Willibrord

- Chapelle Saint-Willibrord
- Ouvrage de Molvange
- Moulin à eau